# 楊碧川
楊碧川（1949年12月15日—），筆名楊默夫、高伊哥，新竹市人，台灣作家、社會主義研究者、歷史研究者、台獨左派人士。

## 生平

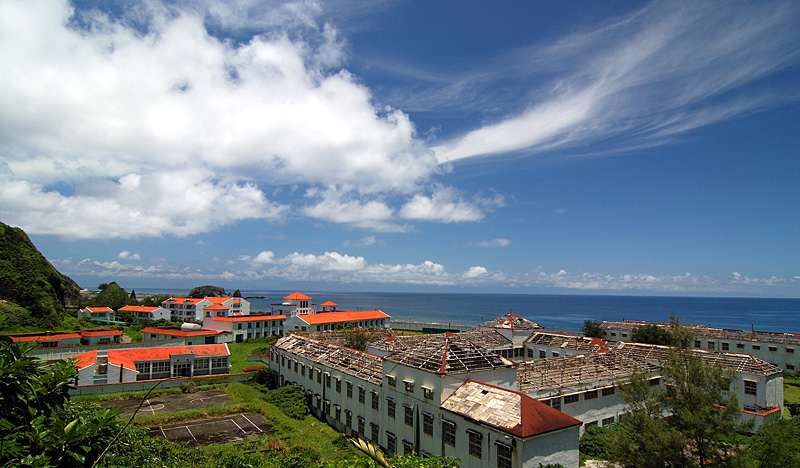
楊碧川曾於綠島監獄服刑

楊碧川初中時代就讀臺灣省立臺北成功中學，讀了鄭學稼的著作《史達林真傳》，就對托洛茨基深感興趣，並且痛恨史達林及其官僚集團。
1970年，楊碧川涉及“飛虹盟事件”，組織“飛虹盟”（一說“飛虹會”）計劃推翻中華民國，被臺灣警備總司令部以「蓄意顛覆政府」為由逮捕，在綠島服刑至1977年出獄，服刑期間向黃明宗（黃華）學習英文、向江漢津學習馬克思主義，自嘲「火燒島大學畢業」。楊碧川出獄後，曾做工維生，繼續投入反抗中國國民黨政權的運動，也鑽研台灣史與世界史，尤其醉心於社會主義思想史，把台獨左派當成最高理念。之後，當時國立台灣大學（台大）學生李文忠安排楊碧川到台大學生社團講授台灣史與世界史，楊碧川因此認識學運世代。1984年，《新潮流雜誌》（The Movement）創刊，楊碧川等18人同任創刊編輯委員，合稱十八飛鷹；但1986年9月28日民主進步黨建黨後，楊碧川從未加入民進黨。
1982年，楊碧川在黨外運動雜誌《深耕雜誌》發表文章，稱後藤新平是台灣現代化最重要人物；黨外運動雜誌《夏潮雜誌》駁斥楊碧川論點，稱台灣現代化始於劉銘傳。
1987年，在柯旗化鼓勵下，楊碧川發表自己的第一本台灣史著作《簡明台灣史》。2002年至2004年，楊碧川在好友趙天儀安排下，擔任靜宜大學歷史學系臨時講師，時薪新台幣580元。2004年，楊碧川開始向靜宜大學歷史學系辦公室申請轉任教授，然而礙於中華民國教育部的法規而無法如願，他拒絕續任臨時講師。
2006年6月9日，楊碧川完成以扁家弊案為題材、模仿中華民國總統陳水扁語氣寫成的諷刺小說《我無罪》，諷刺民進黨情緒勒索台灣人、台灣人寵壞民進黨；2006年6月22日，楊碧川完成諷刺小說《毀滅民進黨計畫》，諷刺民進黨早在組黨時就已繼承國民黨的「貪婪、狠毒、狡詐」；日後這兩篇小說在百萬人民倒扁運動時期在網路上廣為流傳。2006年7月25日，親綠學者715聲明〈民主政治和台灣認同的道德危機：我們對總統、執政黨和台灣公民的呼籲〉公布第2波連署名單，楊碧川入列；楊碧川說，很多人都邀請他加入民進黨，但是他拒絕加入民進黨。在2011年12月國家人權博物館籌備處出版的《白色跫音：政治受難者及相關人物口述歷史 第一輯》中，楊碧川提到，2006年他寫了《我無罪》，「結果得罪所有民進黨人」，「連日本的朋友都開始不理我」。
2006年7月26日，《中國時報》破天荒刊登楊碧川全版專訪，楊碧川暗批民進黨「用愛本土為藉口，做得比國民黨更爛」，震驚獨派；同日，《聯合晚報》刊登楊碧川專訪，楊碧川說，陳水扁政府執政這五、六年來，民進黨的政治人物與支持者散播「反對民進黨貪腐，那就是反台灣人」的論調，「老天有眼」讓大家看到民進黨的虛偽及法西斯的出現，民進黨根本不是台獨政黨，民進黨與國民黨毫無差異，所以他未曾加入民進黨，他也不認為民進黨是本土政黨。
2007年12月30日，勞工運動人士邱毓斌回憶，當他剛開始就讀大學時，剛成立的民進黨中央黨部就在離他居住的宿舍不到一公里的台北市建國北路上，「有一天，一個留著山羊鬍子的先生出現在我們那個集合了文藝青年的社團辦公室，問我們有沒有興趣瞭解台灣史；從此，這位先生每周一次抱著自編講義來義務上課，告訴我們清朝的『三年一反、五年一亂』、日治時代的文協與台共。他是楊碧川，一個高中還沒畢業就進到綠島的政治犯，一個自費搭夜車奔波於南北各校園義務講述台灣史的民間學者。因為這個人，當年許多文藝青年就此踏上了實踐改革的道路。」
2010年4月30日，楊碧川應邀出席台灣團結聯盟台北市黨部在台北市一郎餐廳舉行的募款餐會暨「台北市白領反ECFA聯盟誓師大會」。
2010年9月至2011年6月，楊碧川在世新大學開設3個通識教育課程：99學年度上學期開「當代社會思潮」、99學年度下學期開「現代社會」與「台灣史」。
2012年8月31日，楊碧川擔任國家人權博物館籌備處「監獄之島：柯旗化與他的《臺灣監獄島》」座談會主講人。
2013年6月6日，全美台灣人權協會宣布，本年「鄭南榕紀念獎」得獎人為楊碧川。
2015年3月26日，楊碧川在明目書社講自己服刑的故事，他說，服刑期間他曾被關在獨居房裡四年，每天的放風時間只有15分鐘，渡過漫長日子的方式是「每天把自己當導演，排練一幕一幕的電影」；服刑期間他曾與黃華同房，有一次黃華打坐時，他看到黃華身體懸空而起。
2019年4月24日，促進轉型正義委員會邀請楊碧川、律師謝穎青及台大社會系教授林國明三位1980年代法務部調查局校園監控（安苑專案）當事人，前去閱覽當年自己被監控的檔案。這是政府首度對當事人揭露並邀請閱覽監控檔案，不但具重要歷史意義，更是還原真相的重要一步。因政治案件繫獄的楊碧川出獄後，當時在諸多大學社團擔任台灣史講師，被監控期間長達廿年，因而留下大量檔案。楊碧川更在檔案中發現，情治單位為了監控他，在他家附近買了一間房子，甚至趁他外出時潛入，將書籍拍照、記錄室內格局。楊碧川說：「表示（情治機關）有進來，把你的生活起居整個都拍下了。」被採訪時，楊碧川回憶當年：「嚇我是沒有什麼了不起，（威權政府）他是要把我旁邊的人嚇壞。」促轉會9分鐘紀錄片：《不是自己寫的日記》 （页面存档备份，存于）。

## 政治思想
在楊碧川的眼中，台獨運動及其支持者並非不能受到任何批判。1997年，他批評，許多台獨人士除了一再強調「台灣民族如何如何」之外，更沒把眼光放大到世界上其他同樣被壓迫民族的獨立運動史上，「好像全世界只有台灣人在爭取獨立運動似的」；不僅如此，當碰到「大中國沙文主義」的強大壓力時，這些台獨人士「幾乎招架不住，只會抬出國際上的民族自決原則來應付」；他強調，在國際社會中，強權就是真理，強國根本不管弱小民族的民族自決，台獨人士要靠自己的力量完成台獨，而不是看國際社會（尤其美國政府）的態度來決定自己要不要投身台獨。
1997年8月，楊碧川說，在中華民國政權一再重申「台灣是中國的一部分」的情形下，如果藉由台灣人民直選中華民國總統的事實可以代表台灣人民主權的行使，那麼中華民國在台灣也將可循香港回歸的模式回歸中國，「承認中華民國對台灣的統治，危機就在這裡」；唯有消滅中華民國政權、建立獨立的台灣國，才是台灣真正的主權獨立的事實，也才是台灣唯一的活路。
1998年3月25日，楊碧川說，1987年解嚴後的台灣冒出許多遲發性的台獨人士，他們很快就會被歷史遺忘、甚至當成笑話。
2005年10月，楊碧川諷刺，民進黨運用〈台灣前途決議文〉，表面上代表台灣人的多數，承認台灣被外來政權佔領的合法化，把外來政權視為「本土政權」，綁架台獨基本教義派「如果不支持民進黨，就是不愛台灣；不論『本黨』再爛，人民只有二選一」。
2012年8月21日，楊碧川諷刺，如果台灣人在中華民國體制內勝選執政等於「台灣已獨立」，20世紀亞洲、非洲、拉丁美洲各國獨立運動史就成為笑話。
2014年1月15日，楊碧川出席國家人權博物館籌備處新書發表會，他說，拿筆寫歷史是他唯一能表達對不義政權永遠的反抗，「我們要把這個精神留做歷史的見證，歷史是這樣寫的，歷史是有這麼多人用性命跟青春換來，這段歷史不能忘記；但忘記歷史是統治者的本領，他們教我們放棄歷史的思考，只讓我們向前看」。
2020年8月16日，楊碧川表示，他相當尊敬的已故越南民主共和國主席胡志明曾說，必須先追求越南獨立，獨立之後越南才有可能實踐馬克思主義；如果台灣人民不能抱持「一邊抗戰、一邊建國」之理念，台灣獨立遙遙無期；如果他逝世以前台灣仍未獨立，他「要站著死，也不要躺著死」。

## 作品

### 書籍

#### 著作
- 《蘇聯地下小說》
- 《遠流活用歷史手冊》（與黨外運動作家石文傑同編），遠流出版公司1981年出版
- 《世界史大辭典》，遠流出版公司1981年初版
- 《台灣歷史年表》，楊碧川1983年出版，台灣文藝雜誌社發行；自立晚報文化出版部1988年第一版，ISBN 9575960807
- 《活用歷史手冊》，遠流出版公司1986年出版，ISBN 9573208547
- 《簡明台灣史》，第一出版社1987年11月初版，ISBN 957-98939-4-2
- 《日據時代台灣人反抗史》，稻鄉出版社1988年初版，ISBN 957-9628-05-X
- 《漢江怒潮：韓國學生運動史》，前衛出版社1988年初版
- 《紅色鋼人：史大林》，克寧出版社1991年出版，ISBN 957-9099-06-5
- 《歐洲社會主義運動史》，前衛出版社1992年初版，ISBN 957-9512-49-3
- 《赤色革命家：列寧》，克寧出版社1993年出版，ISBN 957-9099-10-3
- 《陳獨秀：中共創黨人》，克寧出版社1994年初版，ISBN 957-9099-22-7；一橋出版社1999年出版，ISBN 957-8251-05-X
- 《鄧小平傳》，一橋出版社1995年初版，ISBN 957-99325-1-4
- 《二二八探索》，克寧出版社1995年二版，ISBN 957-9099-13-8
- 《政治犯：台灣獨立運動史》，台灣政治受難者聯誼會1995年出版
- 《台灣的智慧》（The Wisdom of Taiwanese），國際村文庫書店1996年初版，ISBN 957-754-314-6（精裝）、ISBN 957-754-315-4（平裝）
- 《台灣現代史年表：1945年8月－1994年9月》，一橋出版社1996年初版，ISBN 957-99325-2-2
- 《後藤新平傳：台灣現代化奠基者》，一橋出版社1996年初版，ISBN 957-99325-7-3
- 《台灣歷史辭典》，前衛出版社1997年初版，ISBN 957-801-119-9
- 《高雄縣簡史、人物志》，高雄縣政府1997年出版，ISBN 9570087250（精裝）、ISBN 9570087269（平裝）
- 《托洛茨基傳》，一橋出版社1997年初版，ISBN 957-98898-8-0（精裝）、ISBN 957-98898-9-9（平裝）
- 《圖說中國共產黨簡史》，一橋出版社1997年出版，ISBN 957-98898-1-3
- 《達賴與西藏獨立》，一橋出版社1997年初版，ISBN 957-98898-2-1
- 《胡志明與越南獨立》，一橋出版社1998年出版，ISBN 957-98451-4-X
- 《國共談判：毛蔣大決戰三部曲1》，一橋出版社1998年初版，ISBN 957-98451-6-6
- 《國共內戰：毛蔣大決戰三部曲2》，一橋出版社1999年初版，ISBN 957-98451-9-0
- 《毛澤東與周恩來》，一橋出版社1999年初版，ISBN 957-8251-04-1
- 《「四個偉大」毛澤東》，一橋出版社1999年初版，ISBN 957-8251-07-6
- 《中國人民解放軍》，一橋出版社1999年初版，ISBN 957-8251-08-4
- 《國共諜報：毛蔣大決戰三部曲3》，一橋出版社2000年初版，ISBN 957-8251-16-5
- 《蔣介石的影子兵團：白團物語》，前衛出版社2000年初版，ISBN 957-801-258-6
- 《台灣近代化與日本》，一橋出版社2000年出版
- 《革命的故事》（Revolution），一橋出版社2000年初版，ISBN 957-8251-17-3
- 《切·格瓦拉傳：20世紀最後革命家》，一橋出版社2000年8月初版，大作文化發行，ISBN 957-8251-18-1
- 《世界民族解放運動史》，一橋出版社2000年初版，ISBN 957-8251-19-X
- 《基礎讀本》，台灣組合2001年10月出版
- 《世界文化史》（未出版），2002年
- 《昭明歷史手冊》，昭明出版社2003年第一版，ISBN 986-7746-08-2
- 《基本用詞》，明目文化2004年11月初版一刷，ISBN 957-98887-9-5
- 《中華魔國》（未出版），2005年10月完稿，發表於台灣組合資料庫
- 《世界史》（未出版），2010年7月25日完稿，發表於台灣組合資料庫
- 《獨立革命的世界史：一百個民族解放運動故事》，前衛出版社2020年7月初版，ISBN 978-957-8019-02-7
- 《共匪：左派、烏托邦與馬克思主義的未竟之業》，前衛出版社2022年12月初版，ISBN 978-6267076842

#### 譯作
- 黃文雄著，《中國富豪列傳》，一橋出版社1997年2月初版，ISBN 957-98898-0-5
- 黃文雄著，《締造台灣的日本人》，一橋出版社2001年11月初版，ISBN 957-8251-29-7；前衛出版社2009年8月初版，ISBN 978-957-801-623-1
- 弗朗茲·法農著，《大地上的受苦者》（Les Damnés de la Terre），心靈工坊文化公司2009年6月1日出版，ISBN 978-986-7574-66-4

## 外部連結
- 台灣組合資料庫（收錄楊碧川著作列表、楊碧川政論文章與政治小說）